# Lupinus arcticus
Lupinus arcticus là một loài thực vật có hoa trong họ Đậu. Loài này được S.Watson miêu tả khoa học đầu tiên.

## Hình ảnh

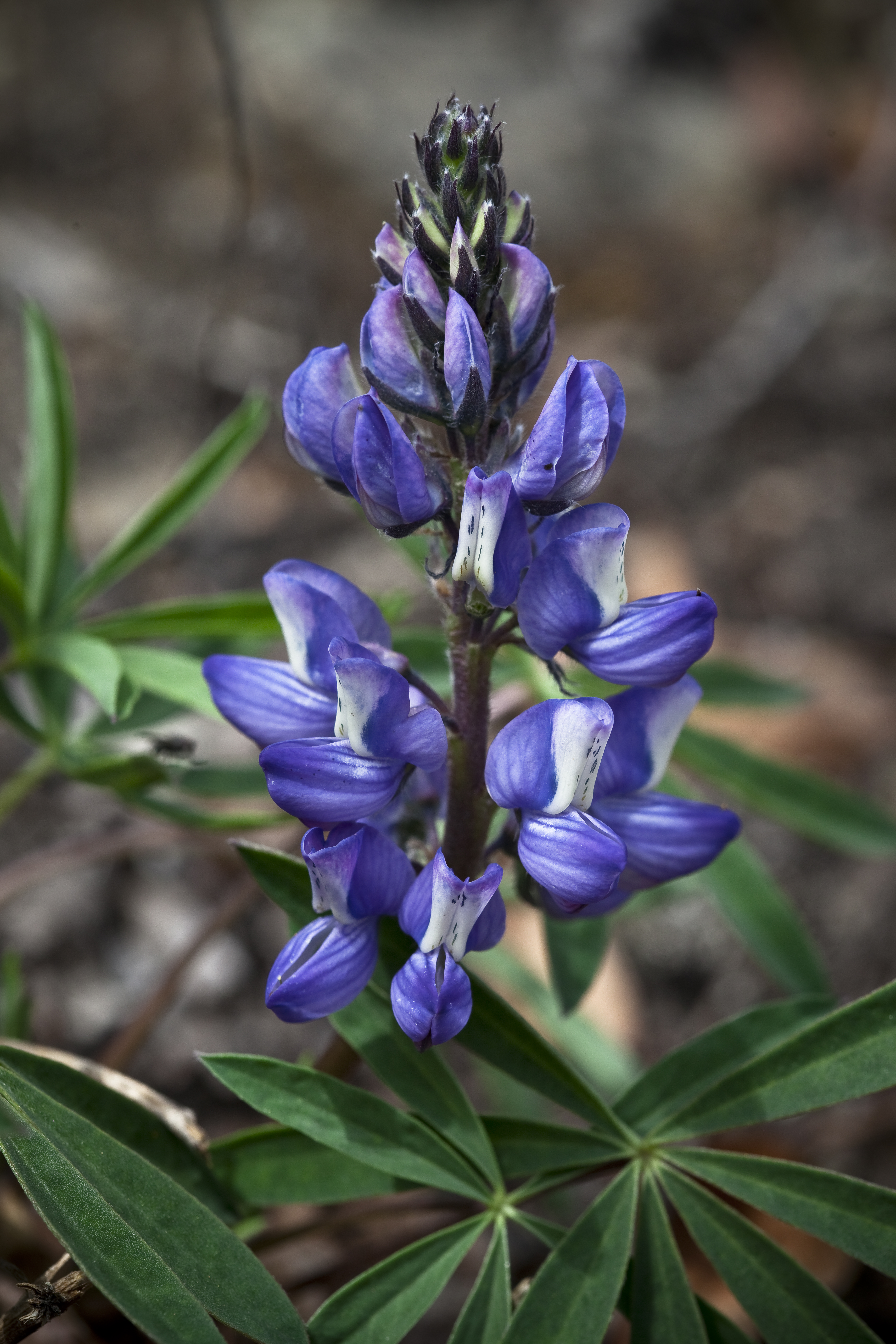
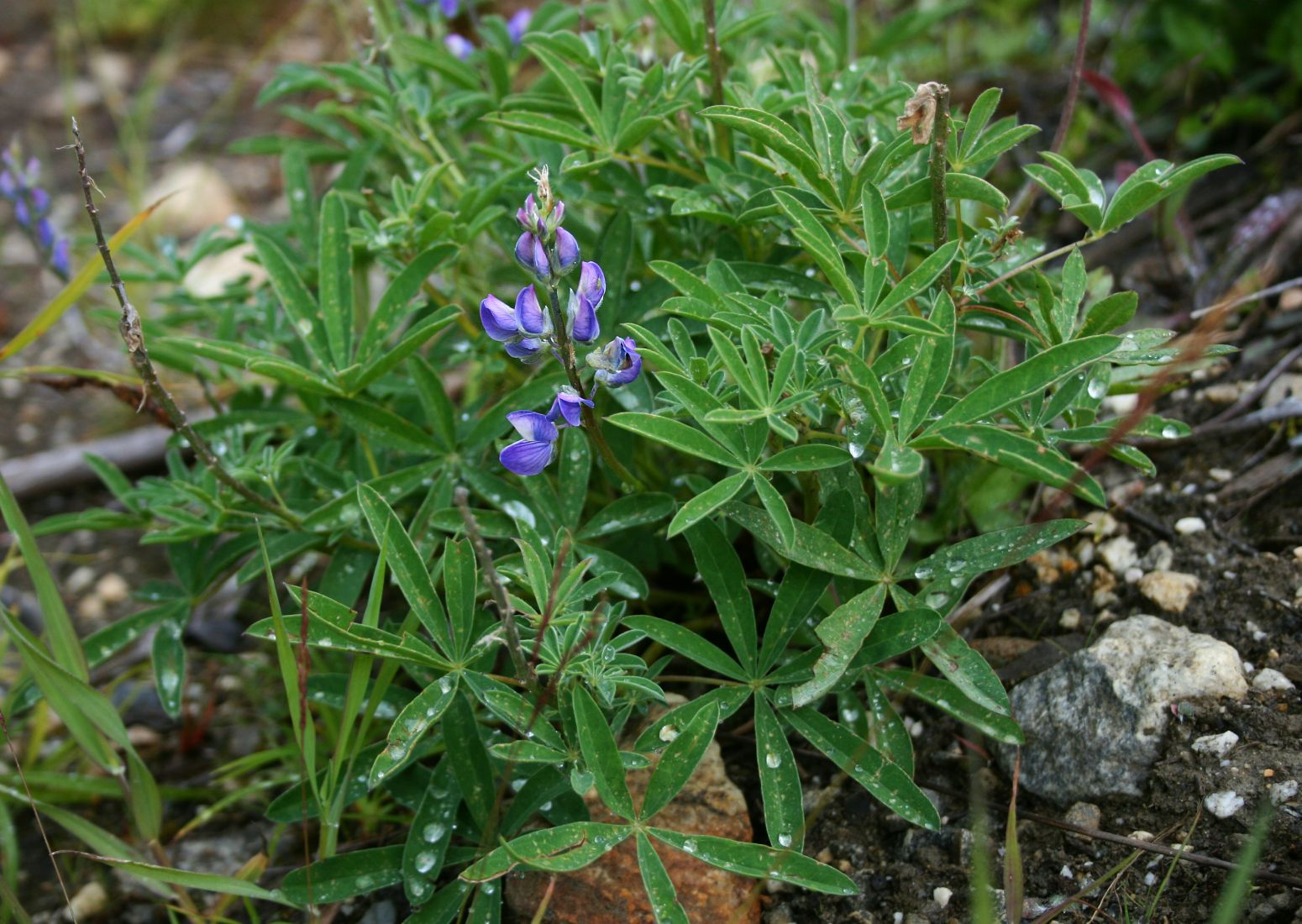
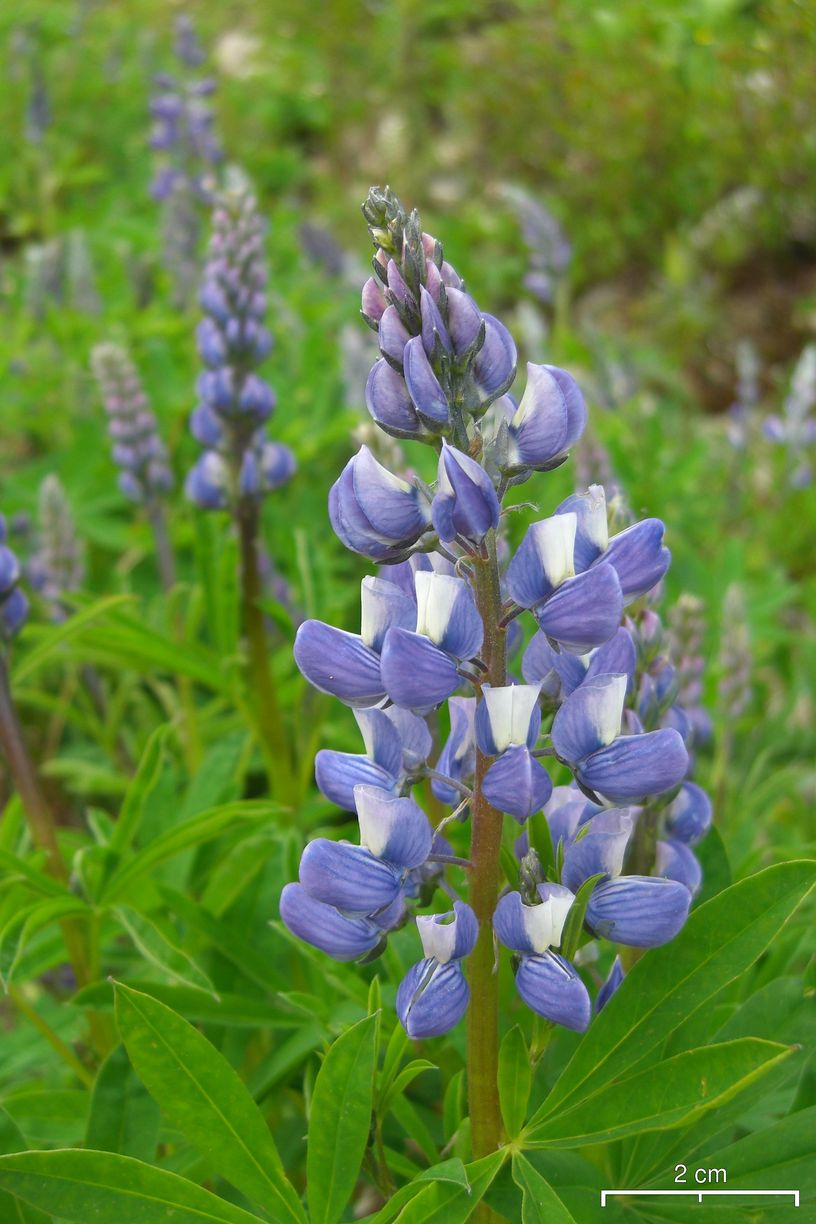